# Sangueta (Alacant)
La Sangueta és la zona de la ciutat d'Alacant (País Valencià) que se situa entre el tram costaner del Cocó i les dues grans muntanyes de la ciutat (el Benacantil i la serra Grossa), a l'est del conegut com a scalextric del Postiguet. Encara que popularment es sol denominar com a barri, la Sangueta no ho és oficialment, perquè forma part del barri de Bonavista de la Creu. No obstant això, la Sangueta es troba incorporada al Districte 1 d'Alacant de manera independent a Bonavista de la Creu.